# Grasleitenpasshütte
De Grasleitenpasshütte (Italiaans: Rifugio Passo Principe) is een berghut op de grens tussen de Italiaanse provincies Bozen-Zuid-Tirol en Trente. De berghut, gelegen op een hoogte van 2601 meter in de Rosengarten, een subgroep van de Dolomieten, ligt nabij de bergpas Grasleitenpass (Rifugio Passo Principe).
De Grasleitenpasshütte wordt privaat uitgebaat. De hut vormt vooral een rustplaats voor bergbeklimmers die de Kesselkogel (Catinaccio d’Antermoia) willen beklimmen, met 3004 meter hoogte de hoogste top van de Rosengarten. Nabijgelegen hutten zijn onder andere de Grasleitenhütte en het Schutzhaus Tierser Alpl.